# حسين الشويش
حسين الشويش لاعب سعودي يلعب في نادي الفيحاء من مواليد الأحساء في 1 نوفمبر 1989 كانت بداياته مع نادي الروضة انضم في مرحلة الناشئين إلى نادي النصر و مثله في فئة الناشئين و الشباب و الأولمبي بشكل أساسي و فاز مع النصر بكاس الأمير فيصل بن فهد في سنة 2007 انضم بعدها إلى نادي هجر وفي2013 انتقل إلى نادي الرائد من بريدة كلاعب هاوي .
لعب للرائد لمدة موسم و بعدها عاد إلى نادي هجر و لعب معهم لمدة موسم و مرة أخرى انتقل إلى نادي الرائد.

## روابط خارجية
- حسين الشويش على موقع Soccerway.com (الإنجليزية)
- حسين الشويش على موقع كووورة